# Arthur Talbot
Arthur Talbot (* 1874 in Green Heath, Hednesford; † unbekannt) war ein englischer Fußballspieler.

## Karriere
Talbot war ab 1892 für Hednesford Town als Torhüter aktiv, bei dem auch seine drei Brüder Jack (Vater der späteren Profifußballer Alec und Les), Alfred und Hezekiah spielten. Der Klub zog sich 1892 aus der Birmingham & District League zurück und trat ab 1894 in der Walsall & District Junior League an, in der 1895 und 1896 der zweite Platz belegt wurde. Ende November 1896 kam Talbot zum Hauptstadtklub Woolwich Arsenal, bei dem binnen kurzer Zeit sowohl Stammtorhüter Bill Fairclough als auch dessen Ersatz Jack Leather verletzungsbedingt ausgefallen waren. Talbot bestritt als Testspieler ein Freundschaftsspiel gegen Millwall Athletic, in dessen Anschluss er verpflichtet wurde. Über seine Leistung in der vor 8000 Zuschauern ausgetragenen Partie notierte ein Korrespondent: „Er ist recht groß und gut gebaut, und gab eine famose Darbietung von sich selbst, hielt clever viele schwierige Schüsse mit dem Selbstvertrauen eines erfahrenen Spielers.“
Seinen ersten Pflichtspielauftritt bei Arsenal hatte Talbot in der Football League Second Division am 5. Dezember 1896 bei einem 3:2-Sieg bei Lincoln City, eine Woche später musste er allerdings eine 0:8-Niederlage gegen den FC Loughborough (zu diesem Zeitpunkt mit 2 Siegen und 12 Niederlagen aus 14 Spielen Tabellenletzter) erleben, bis heute Arsenals Rekordniederlage in einem Ligaspiel. Über Talbots Anteil an der Niederlage widersprechen sich die Pressemeldung, während laut dem Sheffield Daily Telegraph „der Grund bis zu einem gewissen Grad bei Talbot lag“, berichtete der Kentish Mercury, dass Talbot bei „wenigstens sieben der acht Tore nicht die geringste Chance hatte.“
Talbot bestritt noch drei weitere Ligapartien (und damit alle fünf Ligaspiele im Dezember), bevor Leather wieder fit war, hierbei gelangen insgesamt drei Siege bei zwei Niederlagen. Zudem absolvierte Talbot neben einigen Partien für die Reservemannschaft auch das Benefizspiel gegen Aston Villa zugunsten der Familie von Joe Powell, einem Arsenal-Spieler, der Ende November 1896 an den Verletzungsfolgen aus einem Fußballspiel verstorben war. Am Saisonende endete seine Vereinszugehörigkeit und Talbot schloss sich den Clowne Rovers in Derbyshire an, bei denen auch sein Bruder Jack spielte. 1898 wurde er von der Football Association reamateurisiert.